# Matti Tikkanen (dansör)
Matti Sakari Tikkanen, född 17 oktober 1945 i Helsingfors, är en finländsk dansör. 
Tikkanen är utbildad vid Finska nationaloperans balettskola under bland andra Seija Simonen, Uno Onkinen och Naima Baltatsjeva samt vidareutbildad vid olika kurser utomlands. Han var 1961–1968 samt 1978–1985 anställd vid Finlands nationalopera (premiärdansör från 1966). Han var 1968–1972 förste solodansör vid operan i Zürich, 1972–1975 vid Deutsche Oper am Rhein i Düsseldorf och 1975–1977 vid baletten i Houston. Som solist gästspelade han i bland annat Monte Carlo, Genève, London och San Francisco samt deltog i Nationalbalettens turnéer i Europa och Sydamerika. Han räknas som sin generations främsta manliga balettdansör i Finland och tilldelades Pro Finlandia-medaljen 1975.